# Elefántcsont-csigagomba
Az elefántcsont-csigagomba (Hygrophorus eburneus) a csigagombafélék családjába tartozó, Európában, Észak-Afrikában és Észak-Amerikában elterjedt, lomberdőkben élő, ehető gombafaj.

## Megjelenése
Az elefántcsont-csigagomba kalapja 3-10 cm átmérőjű, fiatalon félgömb alakú, később domborúvá válik, majd közepén kis púppal kiterül. Színe fehér vagy kissé krémszínű. Felülete nedvesen ragadós, nyálkás; szárazon fénylő, sima. Húsa vékony, puha, törékeny; színe fehér, sérülésre nem változik. Kissé lisztes szagú, íze nem jellegzetes.
Ritkán álló, vastag lemezei kissé lefutók, színük fehéres.
Spórapora fehér. Spórája széles ellipszis alakú, sima, mérete 6-8 x 4-5 μm.
Tönkje 5-10 cm magas és 0,5-1,5 cm vastag. Alakja karcsú, lefelé vékonyodik, gyakran görbe. Színe fehéres, csúcsa finoman szemcsés, kissé tapadós felületű vagy száraz.

### Hasonló fajok
A mérgező viaszfehér tölcsérgombával és fehér pereszkével vagy az ehető kajsza lisztgombával téveszthető össze.

## Elterjedése és termőhelye
Európában, Észak-Afrikában és Észak-Amerikában honos. Magyarországon gyakori.
Lomberdőkben, főleg bükkösökben él. Júniustól novemberig terem.
Ehető, bár nyálkássága miatt sokan nem kedvelik. 

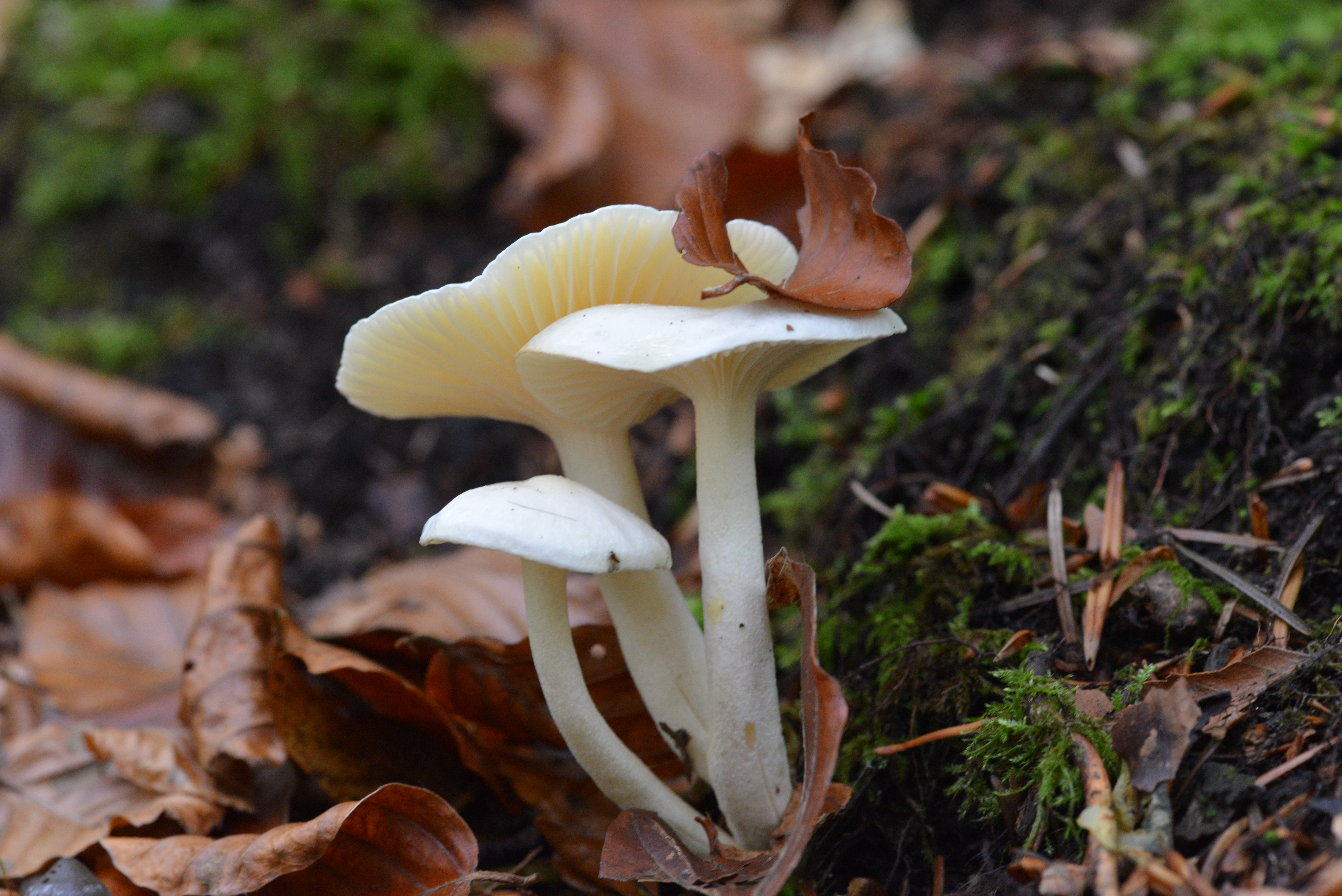
Elefántcsont-csigagomba
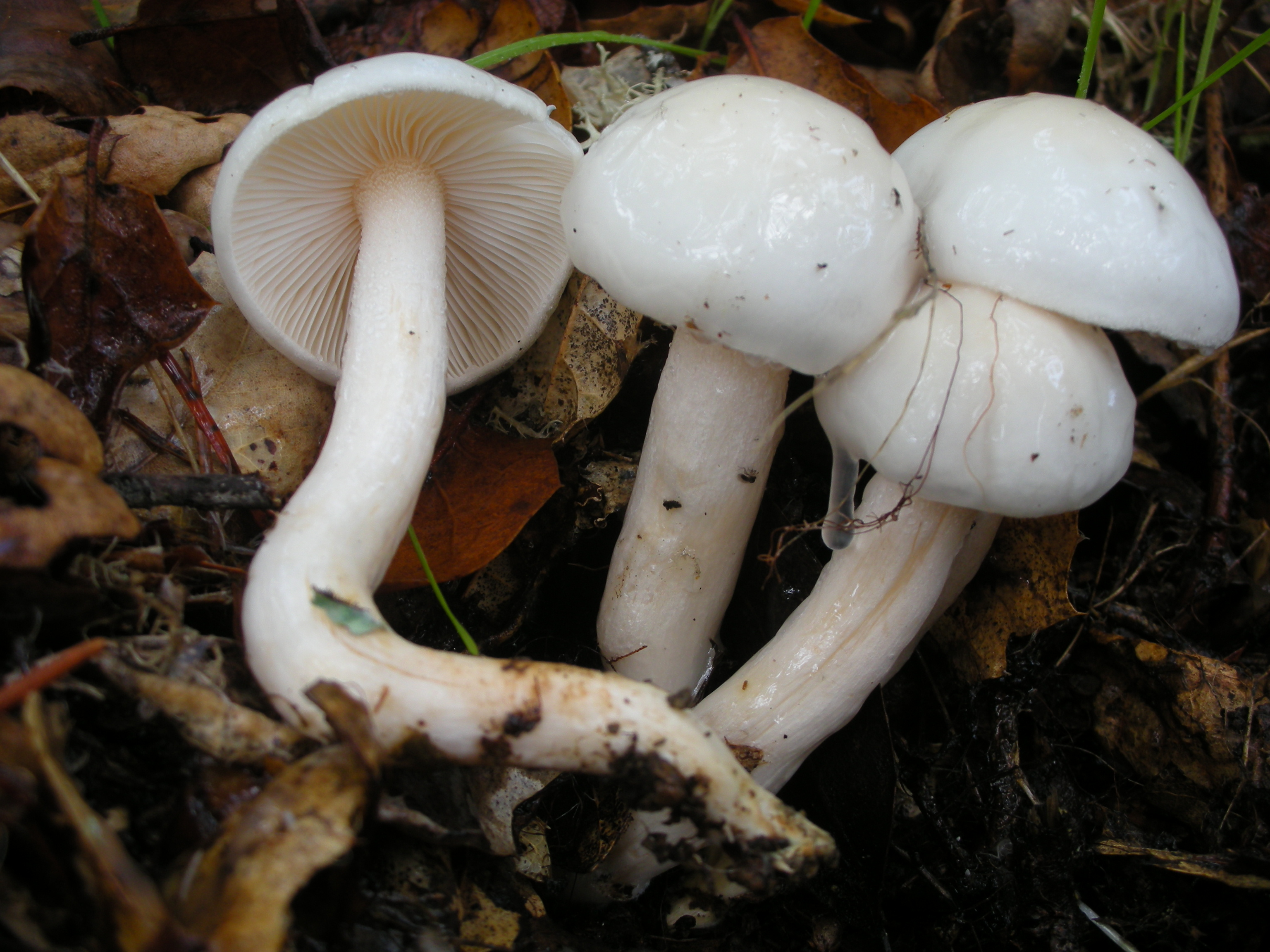
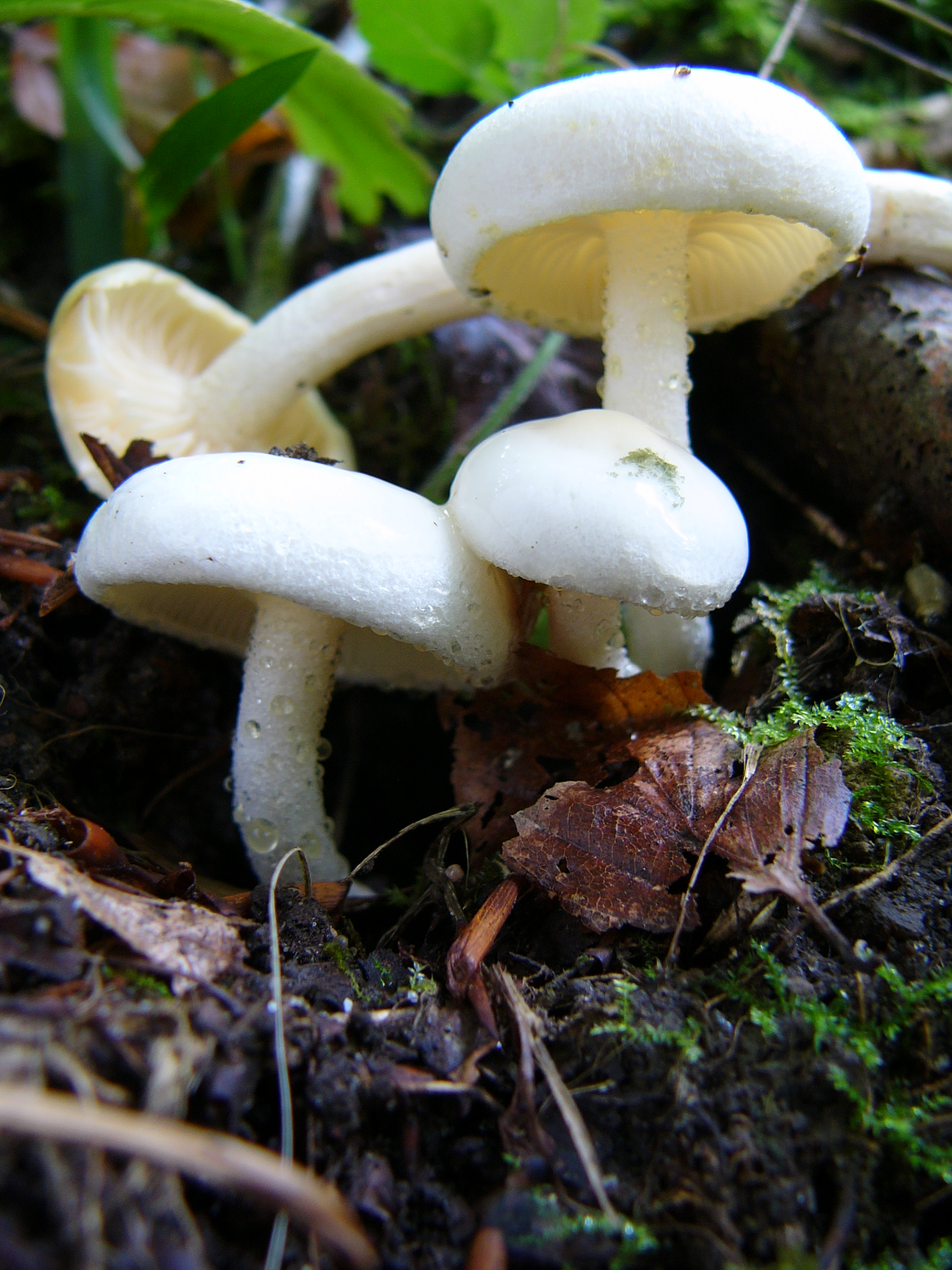
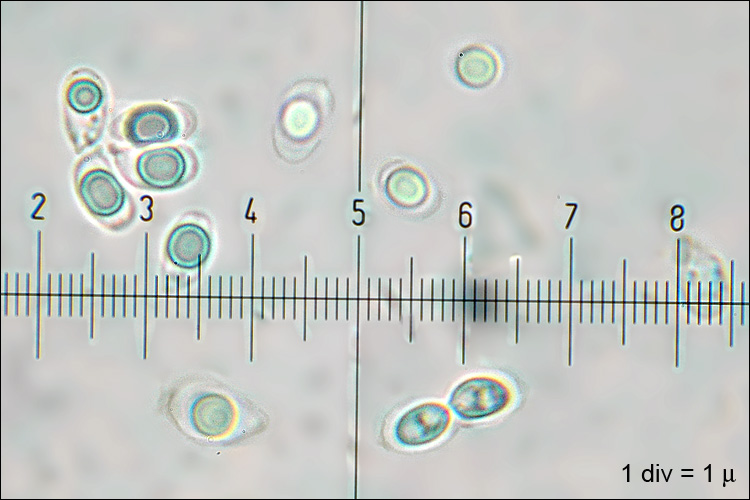
Spórái
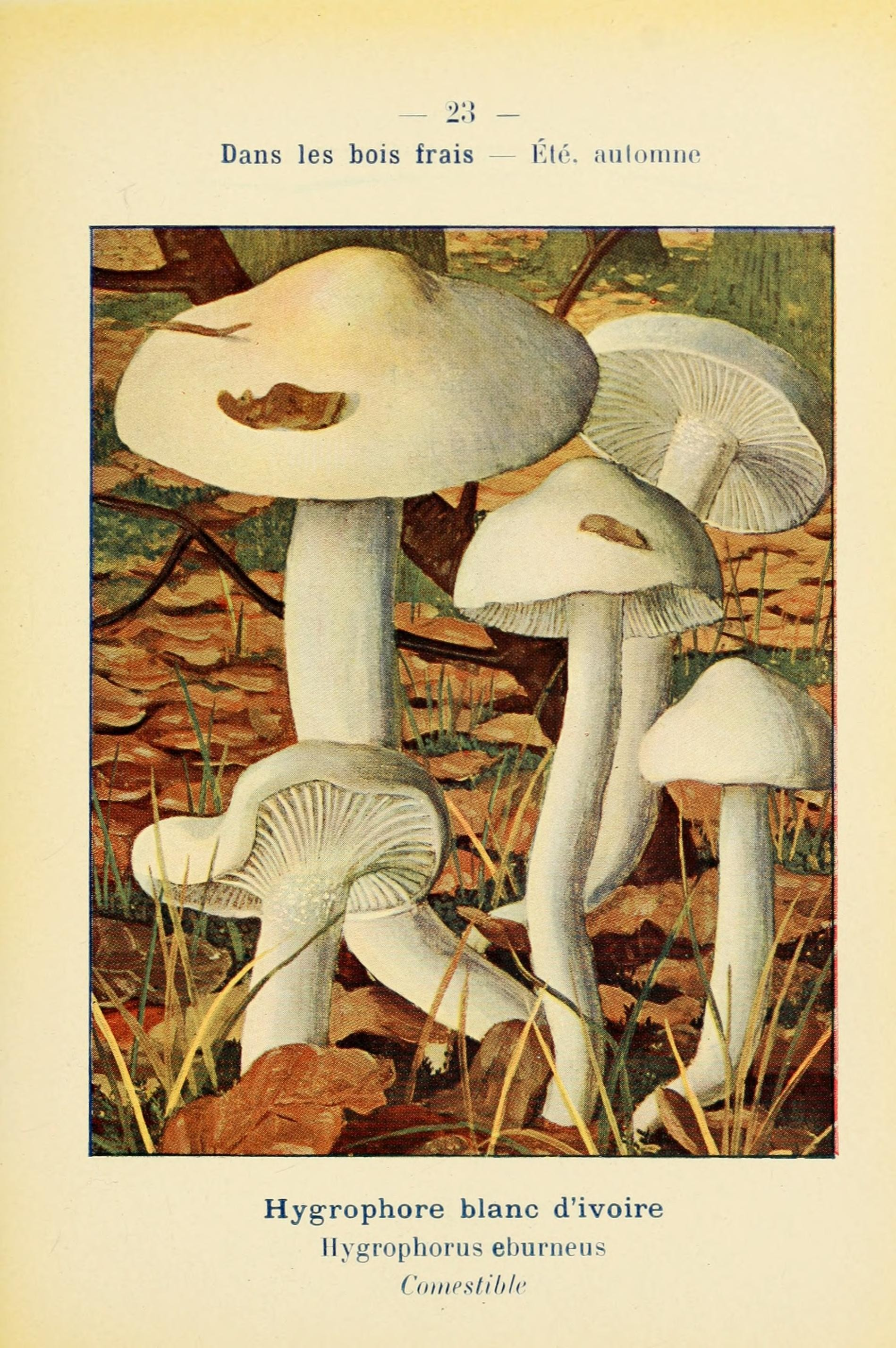
Ábrázolása egy francia gombakönyvben (1912)